# Comté de Shawano
Le comté de Shawano est un comté situé dans l'État du Wisconsin aux États-Unis. Son siège est Shawano. Selon le recensement de 2000, sa population était de 40 664 habitants.